# Nazionale maschile di pallacanestro del Messico
La nazionale di pallacanestro del Messico è la rappresentativa cestistica del Messico ed è posta sotto l'egida della Federazione cestistica del Messico.

## Piazzamenti

### Olimpiadi
- 1936 -  3°
- 1948 - 4°
- 1952 - 9°
- 1960 - 12°

- 1964 - 12°
- 1968 - 5°
- 1976 - 10°

### Campionati del mondo
- 1959 - 13°
- 1963 - 9°
- 1967 - 8°
- 1974 - 9°
- 2014 - 14°

### Campionati americani
- 1980 - 5º
- 1984 - 6°
- 1988 - 6º
- 1989 - 9º
- 1992 - 7°

- 1997 - 10º
- 2001 - 9°
- 2003 - 6º
- 2005 - 10°
- 2007 - 7º

- 2009 - 7º
- 2013 -  1º
- 2015 - 4°
- 2017 -  3º

### Campionati centramericani
- 1965 -  1º
- 1967 - 4°
- 1973 -  2º
- 1975 -  1º
- 1977 - 4º

- 1981 - 4°
- 1985 - 4º
- 1987 -  3º
- 1989 - 4º
- 1991 -  2º

- 1993 - 5º
- 1997 - 4º
- 1999 - 5º
- 2001 -  2º
- 2003 -  3º

- 2004 - 4º
- 2006 - 4º
- 2008 - 5º
- 2010 - 6º
- 2012 - 6º

- 2014 -  1º
- 2016 -  2º

### Campionati centramericani COCABA
- 2009 -  1°

### Giochi panamericani
- 1951 - 8°
- 1955 - 4°
- 1959 - 4º
- 1963 - 7º
- 1967 -  2º

- 1971 - 4º
- 1975 - 4º
- 1979 - 8º
- 1983 -  3º
- 1987 - 4º

- 1991 -  2º
- 1995 - 5°
- 2003 - 5º
- 2011 -  2º
- 2015 - 8º

- 2019 - 7º

## Formazioni

### Olimpiadi
Pallacanestro ai Giochi della XI OlimpiadeC. Borja, V. Borja, Choperena, I. de la Vega, Fernández, Gómez, Hernández, Martínez, Olmos, Pamplona, Skousen, All. Alfonso Rojo de la Vega
Pallacanestro ai Giochi della XIV Olimpiade3 Gudiño, 4 Galindo, 5 López, 9 Acuña, 12 Bienvenú, 13 F. Rojas, 14 J. Rojas, 19 Cardiel, 21 Alfaro, 22 Romo, 29 Cabrera, 33 Guerrero, 55 Díaz, 77 Santos,        All. Agustín García
Pallacanestro ai Giochi della XV Olimpiade3 Holguín, 4 Cardiel, 5 López, 6 Rubalcava, 7 Meneses, 8 Cabrera, 9 Guerrero, 10 Almanza, 11 Soto, 12 Bru, 13 F. Rojas, 14 J. Rojas, 15 Manzo, 16 Chacón,        All. Antonio Delgado
Pallacanestro ai Giochi della XVII Olimpiade3 Almanza, 4 Chavira, 5 C. Herrera, 6 A. Herrera, 7 Torres, 8 Zea, 9 Ávila, 10 Quintanar, 11 Lozano, 12 Bluth, 13 Aizpuro, 14 Wagner,        All. Kiki Romero
Pallacanestro ai Giochi della XVIII Olimpiade4 Heredia, 6 Herrera, 7 Arellano, 9 Ávila, 10 Grajeda, 11 Peña, 12 Quintanar, 13 Almanza, 14 Pontvianne, 15 Raga,        All. Agustín García
Pallacanestro ai Giochi della XIX Olimpiade4 Heredia, 5 Guerrero, 6 Tiscareño, 7 Arellano, 8 Ayala, 9 Asiáin, 10 Grajeda, 11 Guzmán, 12 Quintanar, 13 Pontvianne, 14 Hatch, 15 Raga,        All. Lester Lane
Pallacanestro ai Giochi della XXI Olimpiade - Torneo maschile4 García, 5 Guerrero, 6 Flores, 7 Palomar, 8 Ayala, 9 Campis, 10 Rodríguez, 11 Reyes, 12 Nava, 13 Alcalá, 14 Sáenz, 15 Raga,        All. Carlos Bru

### Campionati del mondo
Campionato mondiale maschile di pallacanestro 19593 Rodríguez, 4 Chavira, 5 Lozano, 6 Herrera, 7 Cuevas, 9 Rentería, 10 Quintanar, 11 Manzo, 12 Orozco, 13 Aizpuro, 14 Márquez, 15 Escalera,        All. Agustín García
Campionato mondiale maschile di pallacanestro 19634 Heredia, 5 Castillo, 6 Camero, 7 Pontvianne, 8 Quintanar, 9 Izaguirre, 10 Grajeda, 11 Peña, 12 Torres, 13 Zea, 14 Vega, 15 Raga,        All. Pedro Barba
Campionato mondiale maschile di pallacanestro 19674 Heredia, 5 Guerrero, 6 Tiscareño, 7 Arellano, 8 Ayala, 9 Ávila, 10 Pontvianne, 11 Guzmán, 12 Quintanar, 13 Palma, 14 Monreal, 15 Raga,        All. Lester Lane
Campionato mondiale maschile di pallacanestro 19744 García, 5 Guerrero, 6 Hernández, 7 Palma, 8 Ayala, 9 Asiáin, 10 Márquez, 11 Monreal, 12 Alvarado, 13 Pontvianne, 14 Sáenz, 15 Raga,        All. Pedro Barba
Campionato mondiale maschile di pallacanestro 20144 Stoll, 5 Ramos, 6 Martínez, 7 J. Gutiérrez, 8 Ayón, 9 Cruz, 10 I. Gutiérrez, 11 Meza, 12 Hernández, 13 Méndez-Valdez, 14 Zamora, 15 Parada,        All. Sergio Valdeolmillos
Campionato mondiale maschile di pallacanestro 20232 Bonilla, 3 Jaimes, 4 Stoll, 7 Gutiérrez, 8 Andriassi, 9 Cruz, 10 Girón, 13 Méndez-Valdez, 15 Camacho, 25 Gutiérrez, 34 Ibarra, 44 Amigo,        All. Omar Quintero

### Campionati americani
Torneo americano maschile di pallacanestro di qualificazione alle Olimpiadi 19804 Medina, 5 Guerrero, 6 Ruiz, 7 Palomar, 8 Ayala, 9 Campis, 10 Márquez, 11 Ron, 12 Villegas, 13 Alcalá, 14 García, 15 Ríos,        All. Carlos Quintanar
Torneo americano maschile di pallacanestro di qualificazione alle Olimpiadi 19844 Pineda, 5 Flores, 6 Gallardo, 7 Palomar, 8 Bailey, 9 Ruiz, 10 Ortega, 11 Esquivel, 12 Sánchez, 13 Arroyos, 14 Holguín, 15 Mena,        All. Gustavo Saggiante
Torneo americano maschile di pallacanestro di qualificazione alle Olimpiadi 19884 León, 5 Reyes, 6 Gallardo, 7 R. González, 8 E. González, 9 Torres, 10 Sille, 11 López, 12 Sánchez, 13 Arroyos, 14 Gómez, 15 Mena,        All. Jorge Toussaint
Campionato americano maschile di pallacanestro 19894 Reyes, 5 Espinoza, 6 Gallardo, 7 R. González, 8 E. González, 9 Willis, 10 López, 11 Ortega, 12 Sánchez, 13 Arroyos, 14 Holguín, 15 Mena,        All. Gustavo Saggiante
Torneo americano maschile di pallacanestro di qualificazione alle Olimpiadi 19924 Castellanos, 5 Reyes, 6 E. Martínez, 7 R. González, 8 E. González, 9 Willis, 10 A. Martínez, 11 López, 12 Sánchez, 13 Arroyos, 14 Robles, 15 Montes,        All. Arturo Guerrero
Campionato americano maschile di pallacanestro 19974 Castellanos, 5 Reyes, 6 Contreras, 7 Chávez, 8 González, 9 Barajas, 10 A. Martínez, 11 López, 12 Zavala, 13 E. Martínez, 14 Acuña, 15 Pérez,        All. Fernando Wong
Campionato americano maschile di pallacanestro 20014 López, 5 Parada, 6 Chávez, 7 Crouse, 8 González, 9 Benítez, 10 Mariscal, 11 Quintero, 12 Izaguirre, 13 Cuenca, 14 Thomas, 15 Sánchez,        All. Jorge Ramírez
Campionato americano maschile di pallacanestro 20034 Castellanos, 5 Pedroza, 6 Meza, 7 Llamas, 8 Parada, 9 Benítez, 10 Mariscal, 11 Quintero, 12 López, 13 Zúñiga, 14 Nájera, 15 Ávila,        All. Guillermo Vecchio
Campionato americano maschile di pallacanestro 20054 Beck, 5 Ávila, 6 Pedroza, 7 Llamas, 8 González, 9 Hare, 10 Benítez, 11 Quintero, 12 Izaguirre, 13 Zúñiga, 14 Crouse, 15 Parada,        All. Jorge Ramírez
Campionato americano maschile di pallacanestro 20074 Parada, 5 Meza, 6 Pedroza, 7 Llamas, 8 Solares, 9 Beck, 10 Mariscal, 11 Quintero, 12 Hernández, 13 Zúñiga, 14 Ayón, 15 Ávila,        All. Nolan Richardson
Campionato americano maschile di pallacanestro 20094 Malpica, 5 López, 6 Pedroza, 7 Llamas, 8 Parada, 9 Beck, 10 Ayala, 11 Quintero, 12 Alonzo, 13 Zúñiga, 14 Ayón, 15 Mata,        All. Arturo Guerrero
Campionato americano maschile di pallacanestro 20134 Stoll, 5 Harris, 6 Martínez, 7 Gutiérrez, 8 Ayón, 9 González, 10 Alonzo, 11 Meza, 12 Hernández, 13 Méndez-Valdez, 14 Mata, 15 Benítez,        All. Sergio Valdeolmillos
Campionato americano maschile di pallacanestro 20154 Stoll, 5 Ramos, 6 Toscano, 7 J. Gutiérrez, 8 Ayón, 9 Cruz, 10 Girón, 11 Meza, 12 Hernández, 13 Méndez-Valdez, 14 Zamora, 15 I. Gutiérrez,        All. Sergio Valdeolmillos
Campionato americano maschile di pallacanestro 20174 Willis, 5 Ávalos, 6 Dawud, 7 J. Gutiérrez, 8 Garibay, 9 Cruz, 10 Girón, 11 Pérez, 12 Hernández, 13 Benítez, 14 Mata, 15 I. Gutiérrez,        All. Sergio Valdeolmillos
Campionato americano maschile di pallacanestro 20222 Bonilla, 3 Jaimes, 4 Stoll, 5 Ávalos, 8 Willis, 10 Girón, 11 Ochoa, 12 Hernández, 16 Andriassi, 24 De Haro, 25 Gutiérrez, 44 Amigo,        All. Omar Quintero

### Campionati centramericani
Campionato centramericano maschile di pallacanestro 1981Arvizu, Ayala, Campis, Gallardo, Guerrero, Ríos, Ó. Ruiz, S. Ruiz, Salinas, Sánchez, Santillana, Vega, All. Salvador Aceves
Campionato centramericano maschile di pallacanestro 1985Anaya, Esquivel, Gallardo, García, González, Guillén, Mena, Ortega, Palomar, Ríos, Roque, Torres, All. -
Campionato centramericano maschile di pallacanestro 2001Benítez, Crouse, Cuenca, Encinas, González, Izaguirre, Mariscal, Quintero, Saldaña, Sánchez, Thomas, Zavala, All. Jorge Ramírez
Campionato centramericano maschile di pallacanestro 20034 Pedroza, 5 Parada, 6 Meza, 7 Llamas, 8 López, 9 Benítez, 10 Mariscal, 11 Quintero, 12 Ávila, 13 Zúñiga, 14 Rochín, 15 Crouse,        All. Guillermo Vecchio
Campionato centramericano maschile di pallacanestro 20044 Acuña, 5 Ávila, 6 González, 7 Llamas, 8 López, 9 Rochín, 10 Mariscal, 12 Izaguirre, 13 Zúñiga, 14 Benítez, 15 Chávez,        All. -
Campionato centramericano maschile di pallacanestro 20064 Castellanos, 5 Ayala, 7 Malpica, 8 Solares, 9 Benítez, 10 López, 11 Ibarra, 12 Rochín, 13 Zúñiga, 14 Llamas, 15 Ávila,        All. -
Campionato centramericano maschile di pallacanestro 20084 Malpica, 5 Alonzo, 6 Castillo, 7 Llamas, 8 Solares, 9 Benítez, 10 López, 11 Quintero, 12 Pedroza, 13 Mata, 14 Ayón, 15 Hernández,        All. Silvio Santander
Campionato centramericano maschile di pallacanestro 20104 Stoll, 5 Harris, 6 Meza, 7 Zúñiga, 8 Solares, 9 Zamora, 10 Mariscal, 11 Quintero, 12 González, 13 Crouse, 14 Ayón, 15 Strobbe,        All. Josep Clarós
Campionato centramericano maschile di pallacanestro 20124 Stoll, 5 Toussaint, 6 Meza, 7 Llamas, 8 Zamora, 9 Girón, 10 Mariscal, 11 Quintero, 12 Hernández, 13 Méndez-Valdez, 14 Ayón, 15 López,        All. Josep Clarós
Campionato centramericano maschile di pallacanestro 20144 Stoll, 5 Ramos, 6 Martínez, 7 Gutiérrez, 8 Ayón, 9 Cruz, 10 Alonzo, 11 Meza, 12 Hernández, 13 Girón, 14 Zamora, 15 Parada,        All. Sergio Valdeolmillos
Campionato centramericano maschile di pallacanestro 20164 Stoll, 5 Ramos, 6 Toscano, 7 J. Gutiérrez, 8 I. Gutiérrez, 9 Cruz, 10 Girón, 11 Garibay, 12 Hernández, 13 Méndez-Valdez, 14 Mata, 15 Zamora,        All. Sergio Valdeolmillos

### Campionati centramericani COCABA
Campionato centramericano COCABA maschile di pallacanestro 20074 Parada, 5 Beck, 6 Pedroza, 7 Llamas, 8 Solares, 9 Benítez, 10 Mariscal, 11 Quintero, 12 Hernández, 13 Zúñiga, 14 Ayón, 15 Ávila,        All. Nolan Richardson

### Giochi panamericani
Pallacanestro maschile ai I Giochi panamericaniGudiño, Guerrero, Cretin, Ayup, Soto, Bienvenú, F. Rojas, J. Rojas, Alfaro, Brizuela, Cardiel, Hernández, All. Francisco Díaz
Pallacanestro maschile ai II Giochi panamericani3 Gudiño, 4 Nahúm, 5 Saldivar, 6 Tamayo, 7 Meneses, 8 Orozco, 9 Guerrero, 10 Almanza, 11 Chavira, 12 A. Herrera, 13 Castañón, 14 Obregón, 15 Cuevas, 16 C. Herrera,        All. Antonio Delgado
Pallacanestro maschile ai III Giochi panamericaniAlmanza, Bluth, Chavira, Grajeda, A. Herrera, C. Herrera, Márquez, Méndez, Obregón, Quintanar, Torres, Zea, All. Antonio Chávez
Pallacanestro maschile ai IV Giochi panamericaniCamero, Grajeda, Heredia, Izaguirre, Peña, Pontvianne, Quintanar, Raga, Torres, Vega, Zea, All. -
Pallacanestro maschile ai V Giochi panamericaniArellano, Ayala, Grajeda, Guerrero, Guzmán, Hatch, Heredia, Palma, Pontvianne, Quintanar, Raga, Tiscareño, All. -
Pallacanestro maschile ai VI Giochi panamericaniAyala, Espinal, García, Guerrero, Jacobo, Martínez, Ortiz, Palma, Payán, Quintanar, Sáenz, Tiscareño, All. Pedro Barba
Pallacanestro maschile ai VII Giochi panamericani4 García, 5 Guerrero, 6 Álvarez, 7 Palma, 8 Asiáin, 9 Reyes, 10 Rodríguez, 11 Flores, 12 Zaragoza, 13 Ayala, 14 Sáenz, 15 Palomar,        All. Pedro Barba
Pallacanestro maschile agli VIII Giochi panamericaniArvizu, Aguirre, Ayala, Crispín, Guerrero, Jiménez, Palomar, Ríos, Sáenz, Ar. Sánchez, Silva, All. Adolfo Sánchez
Pallacanestro maschile ai IX Giochi panamericani4 Alcalá, 5 López, 6 Gallardo, 7 Palomar, 8 González, 9 Reyes, 10 Arroyo, 11 Esquivel, 12 Sánchez, 13 Arroyos, 14 Olguin, 15 Mena,        All. Gustavo Saggiante
Pallacanestro maschile ai X Giochi panamericaniArroyo, Arroyos, Gallardo, E. González, R. González, Lazzeri, Ledesma, López, Mena, Reyes, Sánchez, Siller, All. -
Pallacanestro maschile agli XI Giochi panamericani4 Castellanos, 5 Reyes, 6 Torres, 7 R. González, 8 E. González, 9 Willis, 10 Robles, 11 López, 12 Sánchez, 13 Arroyos, 14 Martínez, 15 Montes,        All. Arturo Guerrero
Pallacanestro maschile ai XII Giochi panamericani4 Castellanos, 5 Reyes, 6 A. Martínez, 7 Chávez, 8 González, 9 Loera, 10 Mariscal, 11 Aguirre, 12 H. Martínez, 13 Arroyos, 14 Robles, 15 Montes,        All. Fernando Wong
Pallacanestro maschile ai XIV Giochi panamericaniNorwood, Parada, Meza, Llamas, López, Benítez, Mariscal, Quintero, Ávila, Zúñiga, Rochín, Crouse, All. Guillermo Vecchio
Pallacanestro maschile ai XVI Giochi panamericani4 Stoll, 5 Harris, 6 Meza, 7 C. Hernández, 8 Parada, 9 Strobbe, 10 Mariscal, 11 Quintero, 12 H. Hernández, 13 Méndez-Valdez, 14 Mata, 15 López,        All. Sergio Valdeolmillos
Pallacanestro maschile ai XVII Giochi panamericani4 González, 5 Ramos, 6 Garibay, 7 Toussaint, 8 López, 9 Cruz, 10 Girón, 11 Meza, 12 Hernández, 13 Méndez-Valdez, 14 Zamora, 15 Gutiérrez,        All. Sergio Valdeolmillos
Pallacanestro maschile ai XVIII Giochi panamericani1 Machado, 2 Estrada, 5 Willis, 7 Zesati, 10 Girón, 11 Jáquez, 13 Urrutia, 14 Velis, 15 Camacho, 17 Reyna, 25 Gutiérrez, 36 Tostado,        All. Iván Déniz
Pallacanestro maschile ai XIX Giochi panamericani1 Valdes, 2 Girón, 3 Jaimes, 5 Ávalos, 7 Andriassi, 8 Meyer, 11 Machado, 12 Álvarez, 15 Camacho, 16 Montano, 24 De Haro, 25 Gutiérrez,        All. Gustavo Quintero

### Giochi centramericani e caraibici
Pallacanestro maschile ai XXII Giochi centramericani e caraibici4 Estrada, 5 Ramos, 6 Pulido, 7 Solares, 8 Allred, 9 Cruz, 10 Toussaint, 11 Quintero, 12 Gutiérrez, 13 Benítez, 14 Zamora, 15 Parada,        All. -
Pallacanestro maschile ai XXIV Giochi centramericani e caraibici1 Valdes, 2 Bonilla, 3 Jaimes, 5 Willis, 8 Andriassi, 10 Girón, 11 Machado, 16 Montano, 20 Reyna, 25 Gutiérrez, 44 Amigo, 62 Camargo,        All. Gustavo Quintero